# Rajd Polski 1939
Rajd Polski 1939 (a właściwie XII Międzynarodowy Raid Automobilklubu Polski o Grand Prix Polski) – odbył się w dniach od 10 do 18 czerwca 1939 roku. W rajdzie wzięły udział 40 załogi, w tym 5 zagranicznych. Trasa rajdu liczyła ponad 4300 km i składała się z trzech pętli, które rozpoczynały się i kończyły w Warszawie. 

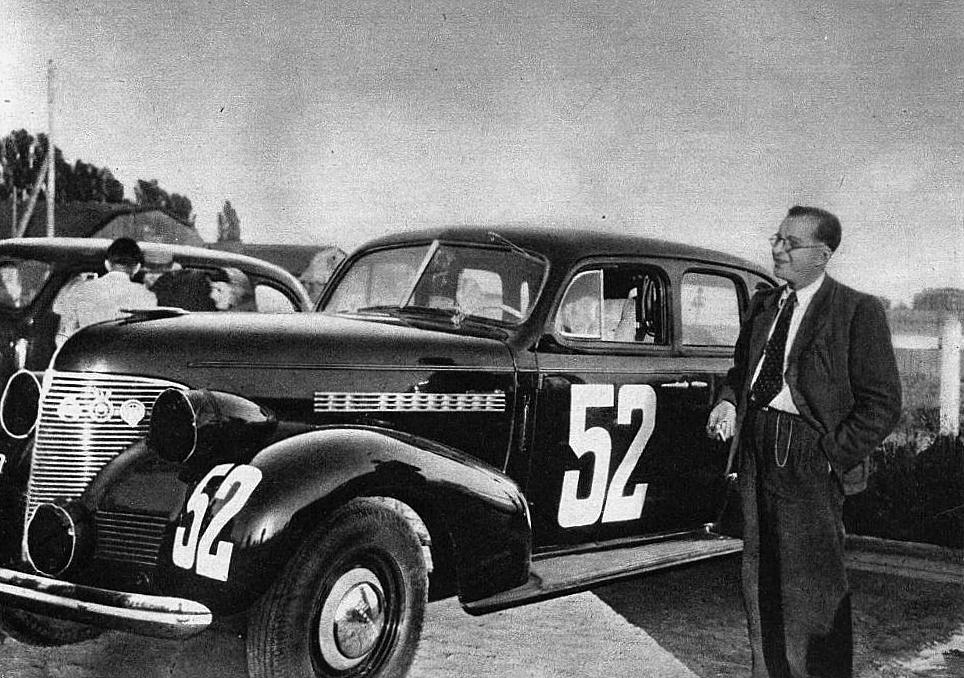
Tadeusz Marek po zwycięstwie w Rajdzie Polskim 1939

## Wyniki końcowe rajdu
Klasa I
| Miejsce | Kierowca          | Samochód  |
| ------- | ----------------- | --------- |
| 1       | Renato Ghisalba   | Fiat 1100 |
| 2       | Vladimir Formanek | Aero 30   |

Klasa II
| Miejsce | Kierowca        | Samochód       |
| ------- | --------------- | -------------- |
| 1       | Stefan Grossman | Citroen        |
| 2       | Lucjan Borowik  | Lancia Aprilia |

Klasa III
| Miejsce | Kierowca              | Samochód            |
| ------- | --------------------- | ------------------- |
| 1       | Stefan Pronaszko      | Renault Primaquatre |
| 2       | Euzebiusz Dzierliński | Renault Primaquatre |

Klasa IV
| Miejsce | Kierowca           | Samochód               |
| ------- | ------------------ | ---------------------- |
| 1       | Tadeusz Marek      | Chevrolet Master Sedan |
| 2       | Aleksander Mazurek | Chevrolet Master Sedan |
| 3       | Witold Rychter     | Chevrolet Master Sedan |